# Panaxia tristis
Panaxia tristis là một loài bướm đêm thuộc phân họ Arctiinae, họ Erebidae.